# Stylaster duchassaingi
Stylaster duchassaingi är en nässeldjursart som beskrevs av Pourtalès 1867. Stylaster duchassaingi ingår i släktet Stylaster och familjen Stylasteridae. Inga underarter finns listade i Catalogue of Life.